# DNA (duo)
A DNA nevű duó Nick Batt és Neal Slateford nevű tagokból áll. Az angol duó egyik legnagyobb slágere az 1990-ben remixelt Suzanne Vega dal, a Tom's Diner.
A csapat több Suzanne Vega dalt is remixelt, úgy mint a Rusted Pipe és a Rosemary című dal rádiós mixét 2000-ben, valamint Loreena McKennitt dalát a Mummers Dance-t is feldolgozták, mely 1997-ben a Billboard Hot 100-as listán 1. helyezést ért el.

## Diszkográfia

### Kislemezek
| Év                                                            | Dal | Legjobb slágerlistás helyezés | Legjobb slágerlistás helyezés | Legjobb slágerlistás helyezés | Legjobb slágerlistás helyezés | Legjobb slágerlistás helyezés | Legjobb slágerlistás helyezés | Legjobb slágerlistás helyezés | Legjobb slágerlistás helyezés | Legjobb slágerlistás helyezés | Legjobb slágerlistás helyezés | Legjobb slágerlistás helyezés | Legjobb slágerlistás helyezés | Legjobb slágerlistás helyezés | Album           |
| Év                                                            | Dal | UK                            | IRE                           | NED                           | BEL (FLA)                     | FRA                           | ITA                           | GER                           | AUT                           | SWI                           | AUS                           | NZ                            | CAN                           | US                            | Album           |
| ------------------------------------------------------------- | --- | ----------------------------- | ----------------------------- | ----------------------------- | ----------------------------- | ----------------------------- | ----------------------------- | ----------------------------- | ----------------------------- | ----------------------------- | ----------------------------- | ----------------------------- | ----------------------------- | ----------------------------- | --------------- |
| 1990                                                          | "Tom's Diner" (featuring Suzanne Vega)                                                                              | 2                             | 2                             | 4                             | 3                             | 16                            | 11                            | 1                             | 1                             | 1                             | 8                             | 8                             | 13                            | 5                             | csak kislemezen |
| 1990                                                          | "La Serenissima" | 34                            | –                             | –                             | –                             | 15                            | –                             | 18                            | –                             | –                             | –                             | –                             | –                             | —                             | csak kislemezen |
| 1991                                                          | "Rusted Pipe" (featuring Suzanne Vega) (csak Olaszországban és az Egyesült Államokban megjelent promóciós kislemez) | –                             | –                             | –                             | –                             | –                             | –                             | –                             | –                             | –                             | –                             | –                             | –                             | —                             | csak kislemezen |
| 1991                                                          | "Lily Was Here (DNA Remixes)" (David A. Stewart featuring Candy Dulfer) (csak az Egyesült Államokban)               | –                             | –                             | –                             | –                             | –                             | –                             | –                             | –                             | –                             | –                             | –                             | –                             | 11                            | csak kislemezen |
| 1991                                                          | "Forget Me Not$ (DNA Remix)" (by Tongue 'n' Cheek)                                                                  | 26                            | –                             | –                             | –                             | –                             | –                             | –                             | –                             | –                             | –                             | –                             | –                             | —                             | csak kislemezen |
| 1991                                                          | "Shocked (DNA Remix)" (by Kylie Minogue)                                                                            | 6                             | 2                             | –                             | 18                            | –                             | –                             | –                             | –                             | –                             | 7                             | –                             | –                             | —                             | csak kislemezen |
| 1991                                                          | "Rebel Woman" (featuring Jazzy P)                                                                                   | 42                            | –                             | –                             | –                             | –                             | –                             | –                             | –                             | –                             | –                             | –                             | –                             | —                             | csak kislemezen |
| 1992                                                          | "Can You Handle It" (featuring Sharon Redd)                                                                         | 17                            | 29                            | 62                            | –                             | –                             | –                             | –                             | –                             | –                             | –                             | 41                            | –                             | —                             | Taste This      |
| 1992                                                          | "Blue Love (Call My Name)" (featuring Jo Nye)                                                                       | 66                            | –                             | –                             | –                             | –                             | –                             | –                             | –                             | –                             | –                             | –                             | –                             | —                             | Taste This      |
| 1992                                                          | "Summer Breeze (The DNA Mixes)" (by Geoffrey Williams)                                                              | 56                            | –                             | –                             | –                             | –                             | –                             | –                             | –                             | –                             | –                             | 32                            | –                             | —                             | csak kislemezen |
| "—" denotes releases that did not chart or were not released. | |                               |                               |                               |                               |                               |                               |                               |                               |                               |                               |                               |                               |                               |                 |

### Egyéb remixek
- 1990: "Love And Affection" – Sinitta
- 1991: "Ride The Bullet" (Remix) – Army of Lovers
- 1991: "Get the Message" (1991) – Electronic
- 1991: "Running Back to You" (Remix) – Vanessa L. Williams
- 1993: "Light of the World" (1993) – Kim Appleby
- 1995: "I Specialize in Love" – Exposé (remixed by Darrin Friedman, original found on 1992 album Exposé)
- 1997: "The Mummers' Dance" (Single version) – Loreena McKennitt
- 1998: "Coconut" – Dannii Minogue (remixed by Flexifinger, original found on The 1995 Sessions)